# Conrad Baker

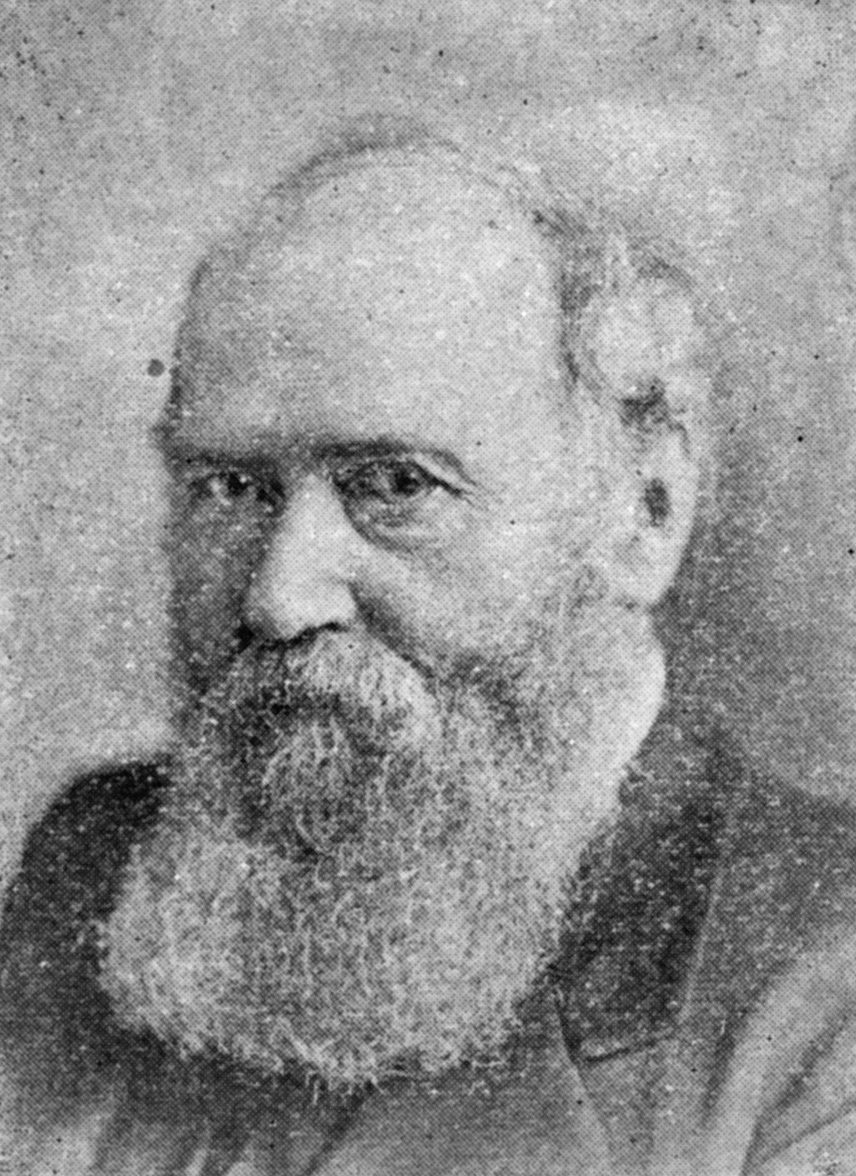
Conrad Baker

Conrad Baker (* 12. Februar 1817 im Franklin County, Pennsylvania; † 28. April 1885 in Evansville, Indiana) war ein US-amerikanischer Politiker und von 1867 bis 1873 der 15. Gouverneur des Bundesstaates Indiana.

## Frühe Jahre
Baker besuchte das Pennsylvania College in Gettysburg und studierte anschließend Jura. Nach seiner Zulassung als Anwalt im Jahr 1839 praktizierte er in Gettysburg in seinem Beruf. 1841 zog er nach Evansville in Indiana, wo er ebenfalls als Anwalt tätig war. Im Jahr 1845 wurde er für eine Legislaturperiode in das Repräsentantenhaus von Indiana gewählt. 1852 wurde er für kurze Zeit Bezirksrichter; im Jahr 1856 kandidierte er erfolglos für das Amt des Vizegouverneurs von Indiana. Im Bürgerkrieg war er Colonel eines Kavallerieregiments bestehend aus Freiwilligen aus Indiana. Er blieb bis zu seinem ehrenhaften Abschied im September 1864 bei der Armee. Danach widmete er sich wieder seinen privaten Interessen und der Politik. Im Jahr 1864 wurde er zum Vizegouverneur von Indiana gewählt.

## Gouverneur von Indiana
Als der amtierende Gouverneur Oliver P. Morton im Jahr 1865 aus gesundheitlichen Gründen vorübergehend amtsunfähig war, übernahm Baker für fünf Monate, bis zur Rückkehr Mortons, die Geschäfte des Gouverneurs. Nachdem Morton am 24. Januar 1867 endgültig den Posten des Gouverneurs niedergelegt hatte, um in den US-Senat zu wechseln, fiel Baker dessen bisheriges Amt zu. Seine erste Aufgabe war es, die angebrochene Amtszeit seines Vorgängers zu beenden. 1868 wurde er von den Wählern in diesem Amt bestätigt, wobei er sich mit dem knappen Vorsprung von rund 800 Stimmen gegen seinen späteren Nachfolger Thomas A. Hendricks durchsetzte. Somit konnte er bis zum 13. Januar 1873 amtieren. In seiner Amtszeit wurde ein Frauengefängnis geplant. Auch der Bau eines Heims für Kriegsveteranen wurde in Angriff genommen. In Terre Haute wurde eine staatliche Schule gegründet und eine Jugendstrafanstalt wurde gebaut.
Nach dem Ende seiner Amtszeit zog sich Baker ins Privatleben zurück. Er blieb allerdings weiterhin als Rechtsanwalt tätig. Baker starb im April 1885 und wurde in Evansville beigesetzt. Er war zweimal verheiratet und hatte insgesamt sechs Kinder.